# Pickup (film)
Pickup is een film noir in zwart-wit van de Tsjechische regisseur Hugo Haas. Deze lowbudgetfilm kwam in 1951 uit.

## Verhaal
Jan Horak, een gefortuneerd man van middelbare leeftijd en een weduwnaar, rijdt een woestijnstadje binnen. Hij gaat naar de stad om een hond te kopen en ontmoet daar Betty, een flitsende blondine die zijn vertrouwen wint en met hem trouwt om zijn spaargeld (7.000 dollar) te kunnen inpalmen. Als er een jongeman met naam Steve opduikt, beginnen de twee plannen te maken om Jan om het leven te brengen. Haas speelt zelf in de film mee als de wat oudere man die valt voor de charmes van het mooie jonge meisje.

## Rolverdeling
| Acteur              | Personage                     |
| ------------------- | ----------------------------- |
| Hugo Haas           | Jan 'Hunky' Horak             |
| Beverly Michaels    | Betty Horak                   |
| Allan Nixon         | Steve Kowalski                |
| Howland Chamberlain | de 'zwerver' van de professor |
| Jo-Carroll Dennison | Irma, Betty's vriend          |
| Bernard Gorcey      | Venter met hond               |
| Mark Lowell         | Man aan de toonbank           |
| Jack Daley          | Dokter van het bedrijf        |
| Art Lewis           | De automobilist               |
| Marjorie Beckett    | Vrouw in de menigte           |